# Rory Williams
Rory Williams é um personagem de ficção retratado por Arthur Darvill no seriado britânico de ficção científica Doctor Who.
Rory é compassivo, curioso e capaz de grande bravura e resistência. Ele ama Amy, mas o Doutor muitas vezes o incomoda. Ele teme que Amy esteja com ele apenas porque ele a lembra do Senhor do Tempo. Um pouco. Seguir os dois em suas viagens já o deixou em sérios apuros, mas ele enfrentou alienígenas terríveis com coragem e sempre defendeu sua esposa, não importando quais monstros ou loucos a ameaçassem.
Depois de ter sido introduzido no início da 5ª temporada, Rory se junta ao décimo primeiro Doutor (Matt Smith) como um companheiro no meio da 5ª temporada Como noivo de Amy Pond, Rory é inicialmente inseguro, pois ele acredita que Amy secretamente ama mais o Doutor. Mais tarde, porém, ele prova ser um herói, ele e Amy se casam. O casal concebe uma filha a bordo da máquina do tempo do doutor, a TARDIS, enquanto no vórtex temporal, mas seu bebê é sequestrado no nascimento. Em "Um Bom Homem Vai à Guerra", Rory e Amy descobrir sua amiga viajante do tempo River Song é realmente sua filha Melody Pond. O doutor e River se casam em "O casamento de River Song", e Rory se torna sogro do Doutor.
Em "Os Anjos Dominam Manhattan", o quinto episódio da 7ª temporada, ele e Amy são transportados de volta no tempo por um Weeping Angel, levando a saída do casal da série.

## Aparições

### Televisão
Rory é introduzido em "The Eleventh Hour" (2010) como um enfermeiro em uma enfermaria de coma, ele é novo companheiro (namorado) de Amelia Pond (Karen Gillan). Ele fica chocado ao conhecer o "doutor esfarrapado" da Amy - o Décimo primeiro Doutor (Matt Smith), ele reconhece instantaneamente a partir de histórias da infância de Amy. Dois anos depois, Amy foge na véspera de seu casamento para viajar com o Doutor, a quem, no final de um período de viagem inicial, ela tenta seduzir. Em resposta, o Doutor leva Amy e Rory para 1580 Veneza para reparar e fortalecer o relacionamento do casal; no final do episódio, Rory se junta a eles como um companheiro de viagem. Em "A Escolha de Amy", em um sonho realista, onde ele é um médico casado com uma Amy grávida, ele diz a ela em seu último suspiro para cuidar de sua bebê, o que faz com que Amy perceba o quanto ela o ama. Rory viaja com o Doutor e Amy até meados de série, quando, em "Cold Blood", ele é morto a tiros por uma siluriana depois de salvar o médico e, em seguida, absorvido por uma fenda no tempo e no espaço, apagando-o da existência e da memória de Amy.
Em seguida, ele aparece em "A Pandórica se Abre", como um soldado romano em 102 d.C, mas é revelado para ser um Auton com memórias de Rory. Rory tenta lutar contra sua programação Auton, mas a contragosto atira em Amy. Na Série 5 episódio final, "The Big Bang", o duplicado Rory preserva Amy em estase usando uma prisão futurista chamado Pandorica, voluntariamente protegendo por ela por quase dois milênios. Ele torna-se conhecido como o "Último Centurião", guardando a Pandorica onde quer que ela é tomada. O Auton Rory auxilia o Doutor, Amy, e River Song (Alex Kingston) para salvar o universo da explosão que causou as rachaduras no tempo. Restaurado ao seu cronograma original humano, mas ainda possuindo memórias de sua existência Auton, Rory se casa com Amy. O casal continua viajando com o Doutor, que lhes permite uma lua de mel.
Na 6ª temporada estréia "O Astronauta Impossível" (2011) começa com Amy e Rory vivendo na Terra quando eles são contactados pelo Doutor, através de uma carta, para encontrá-lo na América. Em Utah eles testemunham o Doutor morrendo em seu futuro em relação às mãos de um misterioso assassino. Mas é revelado Amy foi sequestrada e substituído por um avatar Flesh; o Doutor desintegra este Avatar depois de concluir isso, assim como a verdadeira Amy entra em trabalho de parto a bordo de um navio de espaço. Amy dá à luz a sua filha, Melody Pond, entre "The Almost people" e "A Good Man Goes To War"; Madame Kovarian (Frances Barber) e o Silêncio criam um plano para criá-la como uma arma contra o Doutor, porque ela nasceu com o tempo habilidades de um Senhor do Tempo. Vestido em sua armadura de centurião, ele enfrenta abaixo de uma frota espacial de Cybermen para aprender a localização de Amy, e auxilia o Doutor na montagem de um exército para resgatá-la. Apesar de Amy e Rory estarem angustiados, eles foram incapazes de salvar Melody de ser seqüestrada por Madame Kovarian, River aparece no clímax do episódio e revela a Amy e Rory que ela é sua filha, Melody. "Vamos Matar Hitler", começa por revelar Melody, que passou a se tornar Amy e amigo de infância de Rory, Mels, de modo que ela poderia um dia se encontram e matar o Doutor. Como Amy tinha inicialmente assumido Rory era gay devido à sua falta de interesse em outras mulheres, uma adolescente Mels (Nina Toussaint-White) tinha sido o único a informar Amy das afeições de Rory. No século XXI, Mels sequestra a TARDIS e direciona para 1938, onde ela é baleada por Hitler (Albert Welling) e regenera em River Song. Eles aprendem que ela é o assaltante que viu matar o Doutor em seu futuro. Na conclusão do episódio, eles decidem deixar a River adulta fazer o seu próprio caminho na vida e continuar suas viagens.
Rory aparece com destaque em "A Garota que Esperou", onde ele é confrontado com as consequências horríveis viagens no tempo já teve em uma versão de sua esposa.  Em "The God Complex", ele é o único da tripulação da TARDIS que não é caçado pela criatura que se alimenta de fé por causa da natureza e da falta de fé pessoal racional de Rory. O Doutor finalmente percebe o perigo que ele está expondo seus amigos e retorna Amy e Rory para a Terra, dando-lhes uma casa e um carro como presente de saída. O Doutor próxima vislumbra o casal em "Closing Time", algum tempo depois que ele os deixou. A dupla aparece em sua vida, mais uma vez, quando River cria uma realidade alternativa por se recusar a matar o Doutor. Eles testemunham o Doutor casar com River no universo alternativo antes de retornar para o curso estabelecida de eventos onde o Doutor mais uma vez parece morrer. Uma vez que a realidade é restaurada, no entanto, eles são visitados por sua filha River, que lhes diz o segredo que o Doutor ainda está vivo, e que a versão dele que morreu tinha sido uma duplicata robô. Embora ele deseja que o mundo acredite que ele está morto, o Doutor se junta com  Rory e Amy, dois anos mais tarde para o jantar de Natal no Natal especial "O Doutor, a viúva e o Guarda-Roupa".
A 7ª temporada abre o "Asylum of the Daleks" (2012) estabelece cedo que Amy e Rory estão definidas para o divórcio. Os Daleks sequestram o Doutor para ir em uma missão para eles, bem como seqüestraram Rory e Amy no dia em que está prestes a assinar os seus papéis do divórcio, porque eles sabem o Doutor funciona melhor com os companheiros. Durante a missão, os engenheiros Doutor uma reconciliação entre os dois. Os dois discutem seus sentimentos um pelo outro. É revelado Amy deixou Rory porque ela tem sido desde infértil "A Good Man Goes to War", e ela sabia que ele queria filhos. O doutor embarca posteriormente em viagens esporádicas com a Ponds. Rory é dito ser 31 anos de idade na época dos "Dinossauros Em Uma Nave Espacial".
Eles se juntam a ele como companheiros permanentes antes de sua última aventura em "Os Anjos Tomam Manhattan". Nesta história, Rory é enviado de volta para 1930 New York por um Anjo Lamentador, onde ele encontra River, e é monitorado lá pelo doutor. Onde ele encontra-se repetidamente vítima de Weeping Angels repetidamente atacá-lo e deslocando-o no espaço e no tempo. Descobriu-se que ele está em uma "fazenda de Anjos", onde pretendem prendê-lo até que ele morra de velhice. Rory ainda encontra seu eu mais velho morrendo lá. Amy e Rory saltam de um edifício para criar um paradoxo e destruir os anjos, mas sobrevivem e envia Rory de volta no tempo. Amy opta por deixá-lo mandá-la de volta no tempo, bem como, e devido ao enorme paradoxo o Doutor nunca pode se reunir com eles. A partir de uma lápide ele descobre que Rory morreu aos 82 anos, e Amy aos 87. O epílogo somente website "PS", mais tarde, revela que Rory e Amy adotaram um filho, em 1946, e nomeou Anthony Brian Williams. Seu nome do meio foi escolhido depois que o pai de Rory, Brian, a quem Rory enviou uma carta em "PS".

## Fundição e caracterização
Por sua audição, Arthur Darvill recebeu duas cenas do primeiro episódio e um da sexta, mas o fato de Rory ser o namorado de Amy não foi informado de detalhes da personagem.  Escritor Chumbo e produtor executivo Steven Moffat afirmou que o destacou-se sobre a audição de Darvill era "apenas como engraçado" ele era. Darvill sentia "privilegiado" para fazer parte do show, e estava satisfeito com história de Rory.  Darvill já havia trabalhado com Matt Smith em uma peça chamada Nadar com tubarões. Ele se tornou um regular com "A Christmas Carol"; Darvill teve seus "dedos cruzados" que ele iria se tornar um regular.
Rory era um personagem que era "completamente apaixonado" com Amy, mas Amy tinha coisas para fazer na vida antes de admitir que ela o amava também. Moffat descrito Rory como alguém que tinha crescido na "sombra" de Doctor imaginário de Amy. Rory tornou-se enfermeiro por causa disso. Rory eventualmente "mans up" e evolui para um "desajeitado herói de ação". Falando de caracterização de Rory na primeira série, o ator Darvill senti que ele estava "do lado de fora olhando para este mundo que ele estava desesperadamente tentando salvar Amy partir." O produtor executivo Steven Moffat tinha a intenção de ter um casal na TARDIS "desde o início". Darvill declarado de casamento do casal que Amy sempre "veste as calças". No entanto, ele sentiu que o casamento de Rory tinha parado o caráter "sentir-se tão indigno." Em relação à forma como Rory mudou entre séries de cinco e seis, Darvill afirmou que "seu senso de aventura tem despertado" e que ele é mais confortável com ele mesmo.